# Тольяни, Акилле
Акилле Тольяни (итал. Achille Togliani; род. 16 января 1924 года Помпонеско, Мантуя — 12 августа 1995) — итальянский певец и актер. Он был участником конкурса песни Фестиваль в Сан-Ремо в 1951 году.
Его знаменитая песня «Parlami d’amore Mariù» была использована в рекламе парфюма «Light Blue» от итальянского бренда Dolce & Gabbana.